# Васильев, Иван Мартынович
Иван Мартынович Васильев вариант отчества Мартьянович или Мартиіанович (1857—?) — станичный атаман, депутат Государственной думы I созыва от области Войска Донского.

## Биография
Русский, православный, потомственный донской казак. Родился в станице Петровской. Окончил приходское училище. 3 года служил военным писарем. Казацкий урядник. В 1885—1900 годах станичный атаман в Петровской станице, а в 1900—1905 годах — в Федосеевской станице, служил станичным атаманом как по выбору, так и по назначению начальством. Занимался земледелием. Выступал за принудительное отчуждение помещичьих земель, за возвращение Дону широкого самоуправления. Беспартийный. По убеждениям монархист. В Думе присоединился к союзу 17 октября.
14 апреля 1906 года избран в Государственную думу I созыва от съезда уполномоченных от казачьих станиц области Войска Донского. Беспартийный, примыкал к Правому крылу. 6 мая 1906 года Васильеву пожалован чин хорунжего в отставке "за оказанные им неслужебные отличия в войске", об этом до сведения казаков доведено приказом по Войску Донскому № 353 от 20 июня за 1906 года. 30 июня при обсуждении вопроса о мобилизации казачьих войск полемизировал с донским депутатами юристом М. П. Арканцевым и Ф. Д. Крюковым (позднее известным писателем), осудившими использование казаков для подавления волнений. Васильев сказал, что соглашается с предыдущим оратором Крюковым, что нужда и горе казака велики, но казак на это не ропщет; он ропщет на крамольников, которые поселяют смуту и этим вынуждают мобилизовать войска. Ссылаясь на параграф 14 Основных законов, согласно которому Государь Император есть Верховный Вождь российской армии и флота, он находит, что поднятый вопрос о распущении казачьих полков не подлежит обсуждению Государственной Думой. Васильев продолжал:

Провожая меня сюда в Петербург в Думу, казаки усердно просили меня передать следующее — выражаются они просто: "глубокоуважемый Иван Мартьянович, если придётся вам беседовать в Петербурге с революционерами, — если придётся ... (шум, смех), то передайте им, чтобы они оставили свою опасную игру, которая ведёт Россию на гибель. Поиздевались и достаточно... (голоса: довольно! довольно!) и если не перестанут, то терпение лопнет и всколыхнётся православный тихий Дон и с чувством долга отзовётся на призыв Монарха он.
Васильева поддержали донские станичные атаманы,  депутаты Е. Я. Куркин и М. Н. Савастьянов, сказав, что в дисциплине и подчинении начальству они не видят ничего худого и считают это необходимым. А депутат от уральских казаков Н. А. Бородин прочитал наказ своих избирателей из 7-го Уральского казачьего полка совершенно противоположного содержания. Васильев публично высказал сомнения в том, что письма, прочитанные Бородиным, подлинные.
Дальнейшая судьба и дата смерти станичного атамана И. М. Васильева неизвестны.